# Toshiyuki Kosugi
Toshiyuki Kosugi (小杉 敏之 Kosugi Toshiyuki?), född 20 juni 1968 i Tokyo prefektur, är en japansk tidigare fotbollsspelare.
Kosugi började sin karriär 1992 i Nagoya Grampus Eight. Med Nagoya Grampus Eight vann han japanska cupen 1995. 1996 flyttade han till Brummell Sendai. Han avslutade karriären 1997.